# Lynn Cohen

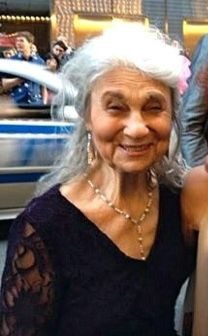
Lynn Cohen

Lynn Cohen (* 10. August 1933 in Kansas City, Missouri als Lynn Harriette Kay; † 14. Februar 2020 in New York City) war eine US-amerikanische Schauspielerin.

## Leben
Cohens Schauspielkarriere begann in den siebziger Jahren mit Auftritten in Off-Broadway- und Broadway-Produktionen.
Ihr erster Filmauftritt folgte 1983 in dem Film An einem Morgen im Mai. Danach wirkte sie in zahlreichen Filmen und Fernsehserien wie Harry außer sich (1997), Law & Order (in 2 Folgen 2003 und 2010), München (2005), Across the Universe (2007), Eagle Eye – Außer Kontrolle (2008) und Everybody’s Fine (2009) mit.
Einem breiten Publikum wurde die Schauspielerin vor allem in der Rolle der unkonventionellen Haushälterin Magda in Sex and the City sowie den beiden dazugehörigen Filmen bekannt. Weitere internationale Aufmerksamkeit verschaffte ihr auch die Rolle der Mags in Die Tribute von Panem – Catching Fire. 
Ihr Schaffen umfasst mehr als 100 Film-, Fernseh und Bühnenproduktionen.
Sie starb am 14. Februar 2020 im Alter von 86 Jahren.

## Filmografie (Auswahl)
- 1983: An einem Morgen im Mai
- 1993: Manhattan Murder Mystery
- 1994: Vanja auf der 42. Straße (Vanya on 42nd Street)
- 1996: Walking and Talking
- 1996: I Shot Andy Warhol
- 1996: Everything Relative
- 1997: My Divorce
- 1997: Hurricane
- 1997: Harry außer sich (Deconstructing Harry)
- 1997: Once We Were Strangers
- 1998: Meschugge
- 1999: Das schwankende Schiff (Cradle Will Rock)
- 2000–2004: Sex and the City (Fernsehserie)
- 2000: Fast Food Fast Women
- 2000: Ten Hundred Kings
- 2001: The Jimmy Show
- 2002: Fishing
- 2002: Hi-Yah!
- 2003: Station Agent (The Station Agent)
- 2004: Evergreen
- 2004: Last Call
- 2005: The Last Days of Leni Riefenstahl
- 2005: While the Widow Is Away
- 2005: München (Munich)
- 2006: Invincible
- 2006: The Hottest State
- 2006: Delirious
- 2007: The Summoning of Everyman
- 2007: Ablution
- 2007: Then She Found Me
- 2007: Across the Universe
- 2007: Das Leben vor meinen Augen (The Life Before Her Eyes)
- 2008: Deception
- 2008: Sex and the City – Der Film (Sex and the City: The Movie)
- 2008: Synecdoche, New York
- 2008: Where Is Joel Baum?
- 2008: Eavesdrop
- 2008: Eagle Eye – Außer Kontrolle (Eagle Eye)
- 2009: Everybody’s Fine
- 2009: Staten Island
- 2009: Damages – Im Netz der Macht (Damages, Fernsehserie, zwei Folgen)
- 2009: Nurse Jackie
- 2010: A Little Help
- 2010: Law & Order: Special Victims Unit (Fernsehserie, eine Folge)
- 2010: Sex and the City 2
- 2010: The Extra Man
- 2013: Die Tribute von Panem – Catching Fire (The Hunger Games: Catching Fire)
- 2014: Cobbler – Der Schuhmagier (The Cobbler)
- 2015: Chicago Med (Fernsehserie, eine Folge)
- 2018: 7 Splinters in Time
- 2019: Safe Spaces
- 2019: Lingua Franca
- 2020: The Vigil – Die Totenwache (The Vigil)